# 幸田栄三郎
幸田 栄三郎（こうだ えいざぶろう、1910年8月28日 - 1966年11月4日）は、日本の卓球選手。福岡県卓球界の草分け。

## 経歴・人物
福岡市中島町（現・博多区中洲中島町）に生まれる。家業の漁具商である幸田商店の番台で、そろばんをネット代わりにして小学生時代から卓球に熱中した。
福岡県立中学修猷館に進学し、5年生であった1927年、上海で開催された第8回極東選手権競技大会（極東オリンピック）に日本代表として出場し、卓球単で優勝した。1928年に卒業し、立教大学に進学。在学中1928年、1929年、1931年の全日本卓球選手権大会で優勝する。
卒業後、福博電車（後に合併され西日本鉄道となる）に入社。勤務の傍ら、修猷館などの旧制中学や女学校の生徒を指導。戦後は福岡県立筑紫丘高等学校、福岡大学でも指導し、九州の学生チャンピオンらを育成。1952年に創立された福岡県卓球協会の副会長として卓球界に貢献した。
西日本鉄道で32年間勤務し、調査役で定年退職。